# Sex ve městě
Sex ve městě (v anglickém originále Sex and the City) je americký televizní seriál natočený v produkci americké televizní stanice HBO. Hlavní hrdinkou je chytrá, inteligentní, zvídavá, veselá, žádoucí, úspěšná novinářka Carrie Bradshawová; ona a její tři nejlepší kamarádky prožívají životy úspěšných třicátnic. Společně podrobně zkoumají své sexuální a partnerské zážitky. Motto seriálu, kterým je uvozena každá epizoda, zní: „Carrie Bradshawová ví hodně o sexu a nebojí se zeptat.“
Seriál, odehrávající se v New Yorku, je plný inteligentního humoru, otázek partnerských vztahů, nevěry, sexu, přátelství a v neposlední řadě módních kreací.
Na děj seriálu navazují snímky Sex ve městě, Sex ve městě 2 a seriál A jak to bylo dál…, v němž již nevystupuje postava Samanthy.

## Obsah
Seriál Sex ve městě je o čtyřech ženách žijících na Manhattanu v New Yorku – Carrie, Mirandě, Charlotě a Samantě. Carrie už ze začátku hledá „Pana Božského“. Nazývá tak svého přítele Johna Jamese Prestona. Ten jí ale uteče do Paříže a podruhé se ožení s pětadvacetiletou Natashou. Carrie proto přestane doufat a najde si nového přítele – Aidana Shawa. Aidana ale pak podvede s Panem Božským v hotelu za rohem. Pokračuje to tak, že Natasha nachytá Carrie v jejich bytě, běží za ní a spadne ze schodů. Pak jsou dlouhou dobu Panem Božským jen přátelé. Ještě pár kapitol jejího života – Jack Berger a Alexandr Petrovsky. Alexandr ji odveze do Paříže, ale Pan Božský si uvědomí, že ji miluje a odjede za ní. Pak jí řekne – „Carrie, TY jsi ta pravá“ a odjedou zpátky do New Yorku. Charlotta si během toho vezme doktora Traye MacDougala. Jeho matka, Bunny, je nesnesitelná a velmi hrdá na rodokmen MacDougalů. Tray má ale problémy s impotencí. Charlotta ho opustí, ale pak mu dá ještě šanci a začínají se pokoušet o dítě. Bohužel jsou neplodní (nebo jak řekla Charlotta – „reprodukčně ohroženi“). Tray už to vzdává. Charlotta ale touží po dítěti (s Trayem i bez něj) a tak chce mandarínskou holčičku. O to ale Bunny (její tchyně) nestojí. Od té doby to mezi nimi pořádně skřípe. Vyvrcholí to tím, že jí Tray přinese dítě z lepenky. To Charlotta nepřenese přes srdce a opustí Traye napořád. U rozvodu pozná advokáta (ale ne její typ – malý, přitloustlý ale dobrý v posteli). Toho si pak vezme a adoptují si čínskou holčičku. Miranda žije životem svobodné holky v New Yorku až do té doby, než potká Steva. Po dlouhých chozeních a rozcházeních Steve dostane rakovinu varlat. Miranda se s ním za útěchu vyspí a otěhotní. Nechá si to dítě a narodí se jim syn – Brady. Pak si Miranda najde přítele doktora, ale stejně se vrátí ke Stevovi a vezme si ho. Samantha žije sexem na jednu noc. Zažije lesbický vztah s Marií a monogamní vztah s Richardem Wrightem – šéfem. Později si najde budoucí filmovou hvězdu – Smitha Jarodda. S ním prodělá rakovinu. Je to její jediný přítel v 6. sérii.

## Obsazení

### Hlavní role
| Postava                       | Obsazení             | Český dabing      |
| ----------------------------- | -------------------- | ----------------- |
| Carrie Bradshaw (Bradshawová) | Sarah Jessica Parker | Lucie Juřičková   |
| Samantha Jones (Jonesová)     | Kim Cattrall         | Veronika Gajerová |
| Charlotte York (Yorková)      | Kristin Davisová     | Dana Černá        |
| Miranda Hobbes (Hobbesová)    | Cynthia Nixonová     | Nela Boudová      |

### Další role
| Postava              | Obsazení           | Český dabing       |
| -------------------- | ------------------ | ------------------ |
| Pan Božský           | Chris Noth         | Jan Šťastný        |
| Steve Brady          | David Eigenberg    | Marek Libert       |
| Stanford Blatch      | Willie Garson      | Lukáš Vaculík      |
| Trey MacDougal       | Kyle MacLachlan    | Svatopluk Schuller |
| Aidan Shaw           | John Corbett       | Zbyšek Pantůček    |
| Harry Goldenblatt    | Evan Handler       | Ladislav Cigánek   |
| Jerry ‚Smith‘ Jerrod | Jason Lewis        | Saša Rašilov       |
| Anthony Marantino    | Mario Cantone      | Rudolf Kubík       |
| Bunny MacDougal      | Frances Sternhagen | Viola Zinková      |
| Aleksandr Petrovsky  | Michail Baryšnikov | Otakar Brousek     |
| Jack Berger          | Ron Livingston     | Martin Stránský    |
| Robert Leeds         | Blair Underwood    | Dalibor Gondík     |
| Maria Diega Reyes    | Sonia Braga        | Jana Boušková      |

## Řady a díly
| Řada           | Díly           | Premiéra v USA    | Premiéra v USA  | Premiéra v ČR      | Premiéra v ČR     |
| Řada           | Díly           | První díl         | Poslední díl    | První díl          | Poslední díl      |
| -------------- | -------------- | ----------------- | --------------- | ------------------ | ----------------- |
| 1              | 12             | 6. června 1998    | 23. srpna 1998  | 8. dubna 2000      | 24. června 2000   |
| 2              | 18             | 6. června 1999    | 3. října 1999   | 2. září 2000       | 30. prosince 2000 |
| 3              | 18             | 4. června 2000    | 15. října 2000  | 5. ledna 2002      | 11. května 2002   |
| 4              | 18             | 3. června 2001    | 10. února 2002  | 31. srpna 2002     | 4. ledna 2003     |
| 5              | 8              | 21. července 2002 | 8. září 2002    | 18. září 2004      | 6. listopadu 2004 |
| 6a             | 12             | 22. června 2003   | 14. září 2003   | 13. listopadu 2004 | 29. ledna 2005    |
| 6b             | 8              | 4. ledna 2004     | 22. února 2004  | 5. února 2005      | 2. dubna 2005     |
| Sex ve městě   | Sex ve městě   | 30. května 2008   | 30. května 2008 | 5. června 2008     | 5. června 2008    |
| Sex ve městě 2 | Sex ve městě 2 | 27. května 2010   | 27. května 2010 | 3. června 2010     | 3. června 2010    |

## Ocenění
Seriál se dočkal šesti sezon, posbíral desítky nejrůznějších ocenění, mezi nimi i šest prestižních cen Emmy a osm Zlatých glóbů (např. roku 2000 Zlatý glóbus za herecký výkon pro Sarah Jessicu Parkerovou a za nejlepší komediální seriál).